# ما بعد الاشتراكية
ما بعد الاشتراكية هي الدراسة الأكاديمية للدول بعد سقوط أو تراجع الاشتراكية، وخاصة في أوروبا الشرقية وآسيا. لا تُبنى «الاشتراكية» في ما بعد الاشتراكية على مفهوم ماركسي للاشتراكية، بل تستند بالأحرى إلى فكرة «الاشتراكية القائمة بالفعل»، في سياق أوروبا الشرقية على وجه الخصوص. يؤكد الباحثون في دول ما بعد الاشتراكية على أنه حتى في حال عدم التزام النظم السياسية والاقتصادية القائمة بالأفكار الماركسية التقليدية عن «الاشتراكية»، فإن هذه الأنظمة كانت ذات وجود وتأثيرات ملموسة في الثقافات، والمجتمع، والذاتيّة الفردية. غالبًا ما يستمد باحثو ما بعد الاشتراكية أدواتهم من أطر نظرية أخرى مثل ما بعد الكولونيالية، ويركزون بشكل خاص على تطور علاقات العمل، وأدوار الجنسين، والانتماءات السياسية والإثنية والدينية. ومع ذلك فقد لقيت فكرة ما بعد الاشتراكية انتقادات بسبب انصباب تركيزها على تأثير الاشتراكية، في الوقت الذي ما يزال فيه من الصعب تعريف مصطلح الاشتراكية نفسه، وخاصة إذا امتدت خارج أوروبا الشرقية.

## نبذة عامة
تركز ما بعد الاشتراكية على الآثار الثقافية والاجتماعية المستدامة للاشتراكية القائمة بالفعل، وكيفية تفاعل إرث الاشتراكية مع السوق الحرة أو السياسات النيوليبرالية التي سادت في عقد التسعينيات من القرن العشرين. باعتبارها إطارًا تحليليًا، تؤكد ما بعد الاشتراكية على أهمية الدولة الاشتراكية وتوفر منظورًا نقديًا حول «الأشكال الاقتصادية والسياسية الغربية» التي نشأت في مكانها. على الرغم من الاستخدام المتبادل لمصطلحات ما بعد الاشتراكية وما بعد الشيوعية، فإن ما بعد الشيوعية تركز بشكل أكبر على التغييرات المؤسسية والرسمية، في حين ينصرف جُلّ اهتمام ما بعد الاشتراكية نحو الثقافة، والذاتية، والحياة اليومية بشكل عام.
كما منظري ما بعد الكولونيالية، يهتم باحثو ما بعد الاشتراكية بالتوترات بين الفكر الغربي، بما في ذلك فكرهم، بخصوص الميادين التي يدرسون فيها والمدارس الفكرية المحلية. صاغ باحثو ما بعد الاشتراكية بعض دراساتهم استجابة للنماذج البنيوية التي توقعت حدوث «انتقال» بين الدولة الاشتراكية واقتصاد السوق الديمقراطي. ينتقد باحثو ما بعد الاشتراكية هذه الدراسات المعروفة باسم «علم الانتقال» لكونها غائية، واختزالية، ومبنية بشكل مفرط على الأفكار الغربية. عوضًا عن «الانتقال»، يفضل علماء ما بعد الاشتراكية وصف «التحولات» الناتجة عن نهاية الاشتراكية، متجنبين نقطة النهاية الضمنية التي يستلزمها مفهوم «الانتقال»، ومفسحين بذلك المجال لإجراء العديد من التغييرات المختلفة في وقت واحد وبطرق متكاملة أو متناقضة.
يفترض بعض باحثي ما بعد الاشتراكية، مثل كاثرين فيردري، أن نقطة التحول في العام 1989 ينبغي اعتبارها منعطفًا غير مقتصر على الدول الاشتراكية السابقة، بل يشمل العالم بأسره، نظرًا لوجود تلك الدول «الاشتراكية» المركزي في الجيوسياسة، والاقتصاد العالمي، وللدول التي حرصت على اعتبار نفسها غير اشتراكية.

## ما بعد الاشتراكية والميادين الأكاديمية

### ما بعد الكولونيالية
مثل نظيرتها ما بعد الاشتراكية، تقدم النظرية ما بعد الكولونيالية إطارًا نقديًا للإرث الثقافي والاجتماعي لمنظومة الهيمنة، وتركز على الاستمرارية عبر فترات التغيير البنيوي والسياسي، وتنتقد الدراسات الغربية السائدة. استقصى باحثو ما بعد الاشتراكية، من أمثال كاثرين فيردري، وشاراد تشاري، وجيل آوتشارجاك، استقصوا أوجه التداخل الممكنة بين ما بعد الاشتراكية وما بعد الكولونيالية والطرق التي يمكن من خلالها أن يُغني كلٌ منها الآخر.
ثمة فروقات جوهرية بين ما بعد الاشتراكية وما بعد الكولونيالية. أولًا، رغم أن المفكرين البارزين مثل فرانتس فانون وإيمي سيزير كتبوا نصوصًا في ذروة حقبة التحرر من الاستعمار، فإن الدراسات ما بعد الكولونيالية لم تظهر باعتبارها ميدانًا بحثيًا سوى في ثمانينيات القرن العشرين، في حين أن ما بعد الاشتراكية ظهرت في منتصف التسعينيات من القرن العشرين، بعد عدة سنوات على انهيار معظم الدول الشيوعية. يزعم آوتشارجاك أن ما بعد الكولونيالية تتمتع بأساس نظري أصلب في حين أن معظم دراسات ما بعد الاشتراكية تتسم بالوحدة الجغرافية نظرًا لتركيزها على الدول الأوروبية الشرقية. طوّر آريف ديرليك على وجه الخصوص مفهوم ما بعد الاشتراكية في سياق الدراسات الصينية قبل سقوط الاشتراكية في أوروبا الشرقية، ولكنه أجرى ذلك استنادًا إلى تعريفات شديدة التباين لما بعد الاشتراكية.
يمثل كلّ من فيردري وتشاري ثلاثة طرق رئيسية للجمع بين ما بعد الاشتراكية وما بعد الكولونيالية، أو ما يُسمى «التفكير العابر لمصطلحات الما-بعد». أولًا، يمكن اللجوء إلى ما بعد الاشتراكية وما بعد الكولونيالية لتفحّص العلاقة بين «الإمبراطورية ورأس المال»، وخصوصًا من خلال الاعتماد على دراسات «تقنيات السلطة الإمبراطورية»، ودراسات العلاقة بين الإمبراطورية والمشاعر الإثنية أو القومية، ودراسات الاستعمار الجديد والنيوليبرالية التي تستقصي «أنواعًا جديدة من التدخلات السياسية والاقتصادية في شؤون الدول ذات السيادة». ثانيًا، يمكن الجمع بين ما بعد الاشتراكية وما بعد الكولونيالية لتفكيك ميول حقبة الحرب الباردة التي تبنتها دراسات «العوالم الثلاثة» التي تعاملت مع كل «عالم» باعتباره وحدة منفصلة عن الآخر واعتمدت على ميادين شتى لتحليل كلّ منها. وأخيرًا، يمكن لما بعد الاشتراكية الاستناد إلى نظريات ما بعد الكولونيالية بخصوص الأعراق لتحليل الترويج لفكرة «الأعداء الداخليين» ضمن الاشتراكية وتطوّر القومية الإثنية في أوروبا الشرقية. يقترح كلّ من فيردري وتشاري منظورًا موحدًا، وهو «دراسات ما بعد الحرب الباردة»، والذي يأخذ بالحسبان أثر الحرب الباردة على سيرورة حركة التحرر من الاستعمار وتطوّر الاشتراكية وانهيارها في أوروبا الشرقية.

### ما بعد الاشتراكية والجندر
تصدرت المسائل المتعلقة بالجندر، وخصوصًا قضية الإجهاض، النقاش باعتبارها قضايا سياسية شائكة في الدول ما بعد الاشتراكية، ويتخذ الجندر مكانة رئيسية في دراسات ما بعد الاشتراكية. تموج معظم الدول ما بعد الاشتراكية بحركات سياسية قوية ذات ميول محافظة، ومشجعة للولادة، ومناهضة للنسوية. يفسر باحثو ما بعد الاشتراكية هذه الحركات بكونها رد فعل معاكس لطبيعة الدولة الاشتراكية التي رأى فيها الكثيرون أثرًا «مؤنِّثًا» أو «أموميًا»، باعتبارها قد أولت الاهتمام للخدمات العائلية وأصبحت مرتبطة بمصطلح «النسوية» عينه. وهكذا، فإن التنمية في ظل ما بعد الاشتراكية استوجبت «إجبار النساء على العودة للاضطلاع بأدوار التربية والرعاية التي تعتبر «فطرية» لبنات جنسهنّ واستعادة السلطة العائلية «الطبيعية» إلى الرجال». أدى انسحاب الدولة من التدخل في الفضاء العام –فيما يخص حقوق الإنجاب، والضمان الوظيفي، والرعاية الاجتماعية– إلى فقدان النساء للعمل والانخراط في المجتمع المدني، في حركة أطلقت عليها فرانسيس باين تسمية «الانسحاب نحو المجال الأسري».
إضافة إلى ما سبق، فقد حلل باحثو ما بعد الاشتراكية التفاعل بين الصور المختلفة من النسوية. لقيت التحليلات النسوية الغربية والدعم المقدم من المنظمات النسوية الغربية غير الحكومية مقاومة لدى نسويات أوروبا الشرقية اللاتي يتبنّين أفكار النسوية ومفاهيم الفروقات الجندرية، ولكنهن ينتقدن المراقبات الغربيات لعدم إحاطتهن الكافية بديناميات الجندر المحلية. وفي الآن ذاته، تطلّعت بعض النسويات الأوروبيات الشرقيات الشابات نحو المؤسسات الغربية للاستفادة منها في مجال الأفكار، واستقاء الإلهام، والحصول على الدعم، واكتساب الشرعية، وهو ما أدى إلى التسبب بمزيد من التوترات المرتبطة بقضايا الجندر في المنطقة.